# Allium nevadense
Allium nevadense es una especie de planta bulbosa geófita del género Allium, perteneciente a la familia de las amarilidáceas, del orden de las Asparagales. Originaria de América del Norte.

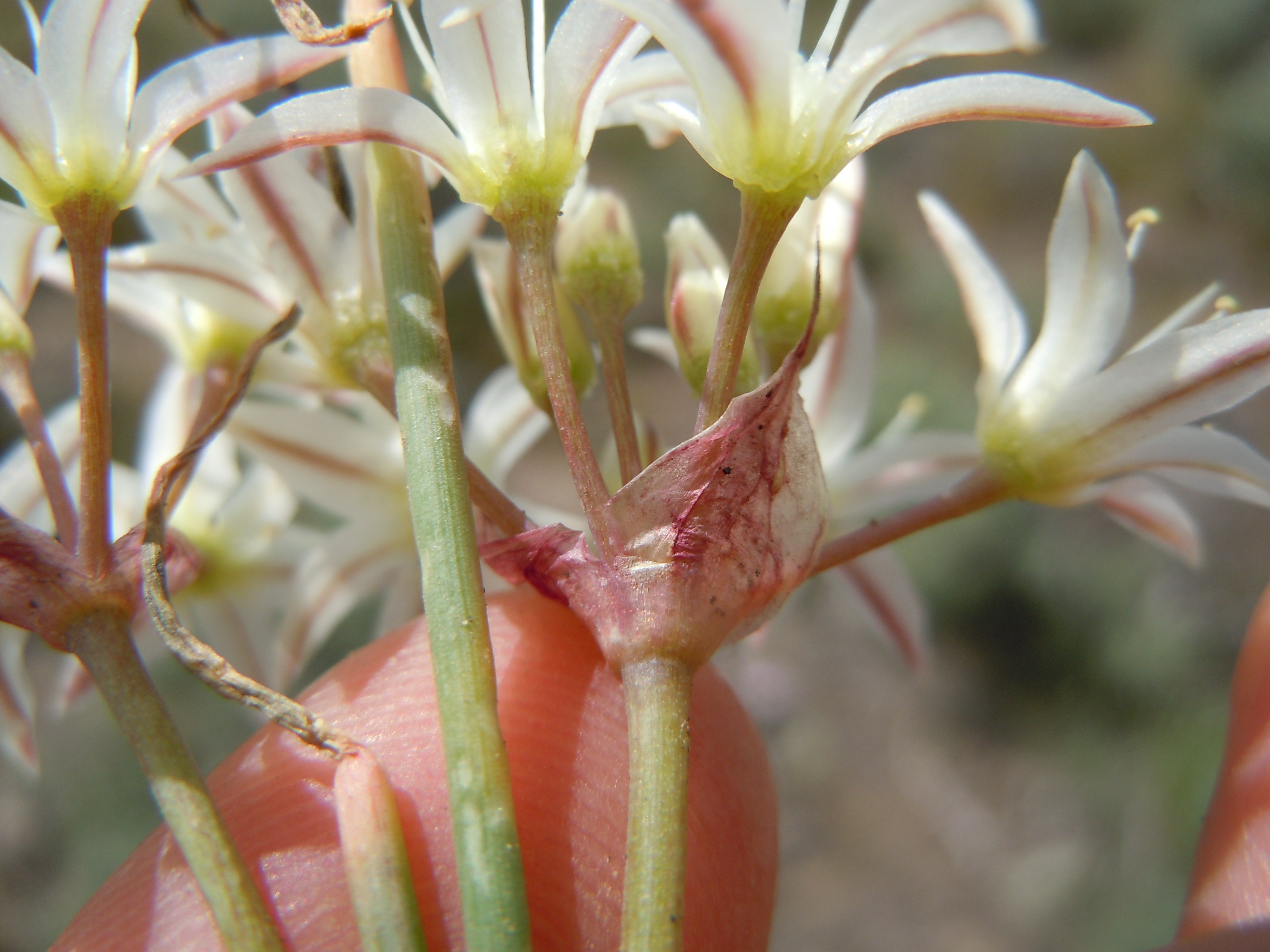
Inflorescencia

## Descripción
Allium nevadense ss nativa del oeste de los Estados Unidos, donde crece en suelos arenosos y rocosos. Crece de un bulbo color marrón o gris que mide de uno a uno y medio centímetros de ancho y que puede tener uno o dos bulbillos asociados. El tallo puede parecer breve, si el bulbo tiene más que unos pocos centímetros por debajo de la superficie de la tierra. El tallo está rematado con una inflorescencia de hasta 25 flores. Los pétalos pueden ser de color blanco o rosa con rayas  más oscuras.

## Taxonomía
Allium nevadense fue descrita por  Sereno Watson y publicado en United States Geological Expolration (sic) of the Fortieth Parallel. Vol. 5, Botany 351–352, pl. 38, f. 1–3, en el año 1871.
Etimología
Allium: nombre genérico muy antiguo. Las plantas de este género eran conocidos tanto por los romanos como por los griegos. Sin embargo, parece que el término tiene un origen celta y significa "quemar", en referencia al fuerte olor acre de la planta. Uno de los primeros en utilizar este nombre para fines botánicos fue el naturalista francés Joseph Pitton de Tournefort (1656-1708).
nevadense: epíteto geográfico que alude a su localización en Sierra Nevada.
Sinonimia
- Allium nevadense var. macropetalum M.Peck[4]